# Castello di Matsumoto
Il castello di Matsumoto (in lingua giapponese 松本城?, Matsumoto-jō) è uno dei pochi castelli monumentali del Giappone, insieme al castello di Himeji e al castello di Kumamoto. Il sito si trova nell'omonima cittadina di Matsumoto, appartenente alla prefettura di Nagano, a circa 220 chilometri dalla capitale Tokyo, diventando anche per questo motivo una meta preferita dai turisti. Il castello è anche soprannominato "castello del Corvo" per via delle sue mura nere e delle sue ampie tettoie che sembrano ali.

## Storia

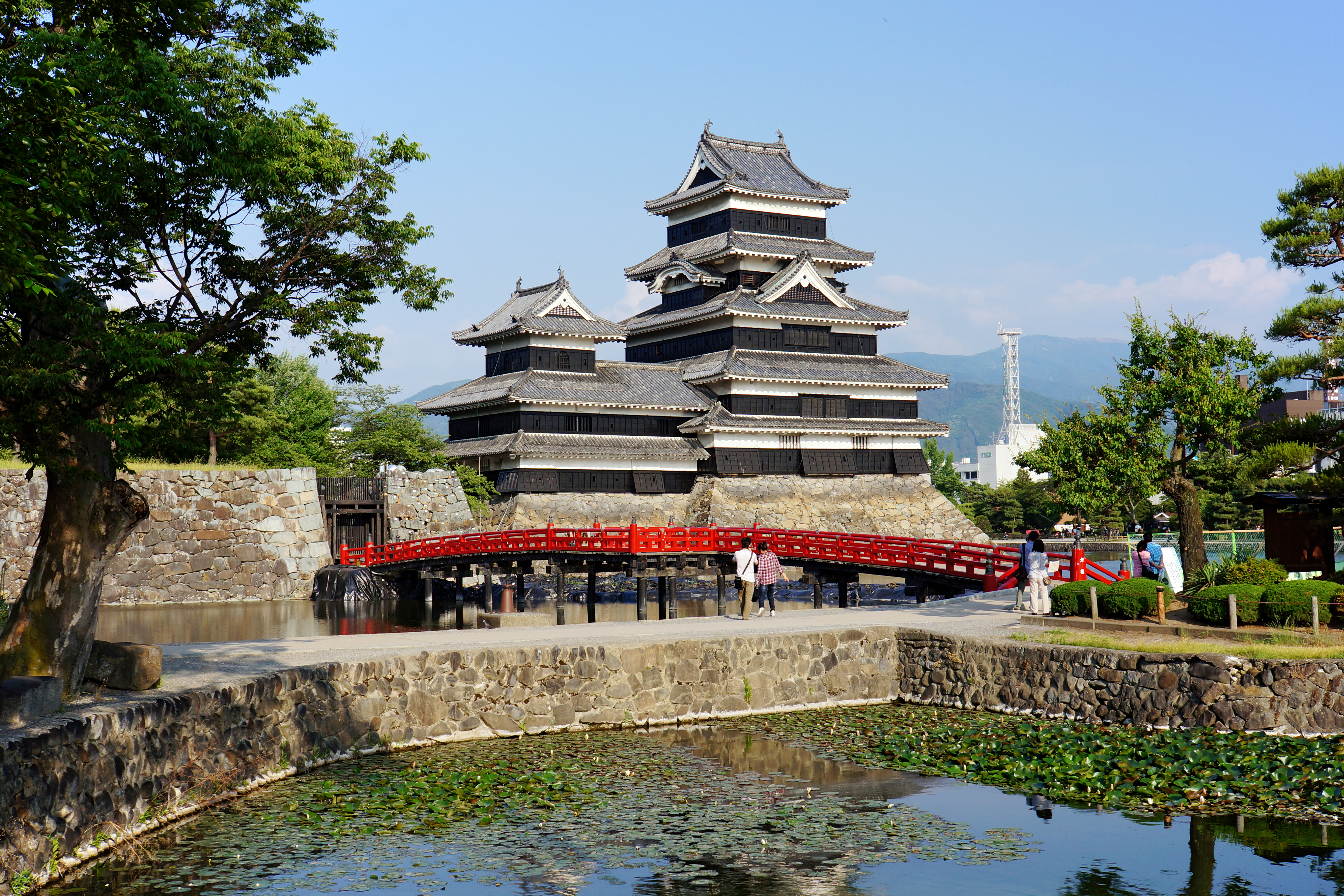
Scorcio del castello.

Le origini del castello risalgono al periodo Sengoku, quando il clan Ogasawara costruì sul luogo una fortezza che venne chiamata "castello di Fukashi", che in seguito cadde nelle mani del clan di Takeda Shingen e successivamente in quelle di Tokugawa Ieyasu. Quando Toyotomi Hideyoshi fece trasferire Ieyasu nella regione di Kantō, pose il castello sotto la giurisdizione di Ishikawa Kazumasa, il quale, insieme a suo figlio Yasunaga, furono responsabili, tra il 1593 e il 1594, della costruzione della torre e di altre parti del castello, che si sono conservate fino ai giorni nostri.
L'area del castello copre circa 39 ettari e all'interno delle sue mura si trovava il donjon, ovvero la residenza principale del daimyō e i numerosi magazzini per le armi e le munizioni, la biblioteca e gli oggetti di valore. All'interno del perimetro più esterno erano racchiusi gli alloggi delle élite dei samurai, ovvero i guerrieri che componevano la guardia personale del daimyo e dei suoi consiglieri. Quest'area era circondata da un altipiano in terra progettato per resistere al fuoco dei cannoni, ampio circa 3,5 kilometri di diametro. Ad esso si aggiunge un fossato che obbligava il passaggio per e dal castello da due ponti fortificati, chiamati rispettivamente Masugata e Umadashi. Oltre il perimetro delle mura si trova la cittadella di Matsumoto, costruita con un numero limitato di incroci ad L e a T, appositamente per aumentare la difendibilità del castello.

## Parti del castello
- Tenshu (il donjon): è sicuramente la parte più importante del complesso, composta da una torre di sei piani, anche se dall'esterno se ne possono contare solamente cinque. Il terzo livello della costruzione è privo di finestre e venne progettato come livello segreto per nascondersi in vista di una possibile infiltrazione nemica. In tempo di guerra veniva utilizzato come dormitorio per i soldati. Il secondo piano è provvisto di tategoshi, ovvero delle griglie contenenti l'emblema del signore del castello, anche questo piano veniva utilizzato come alloggiamento dei soldati.

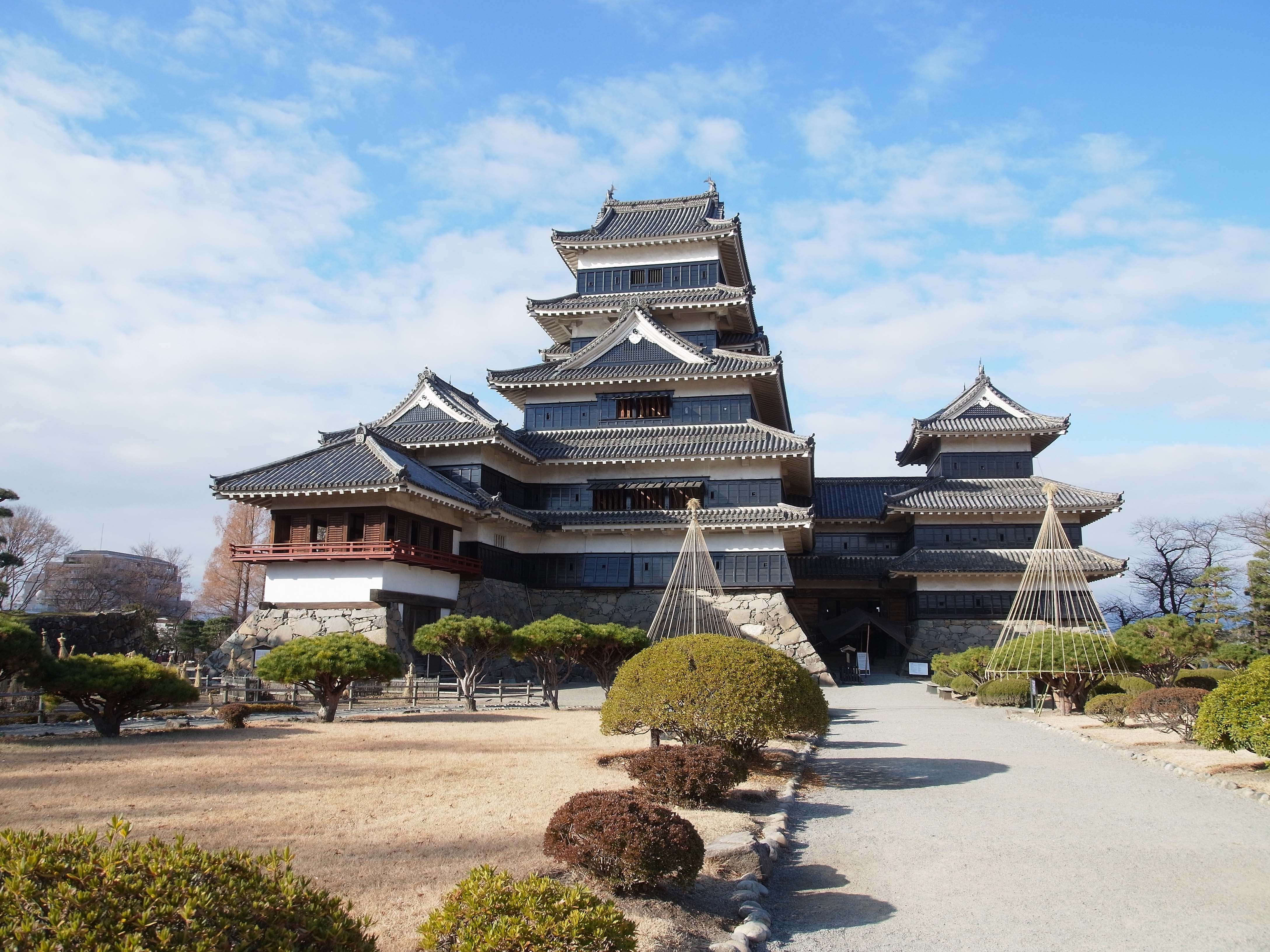
Il castello visto dal lato opposto al fossato
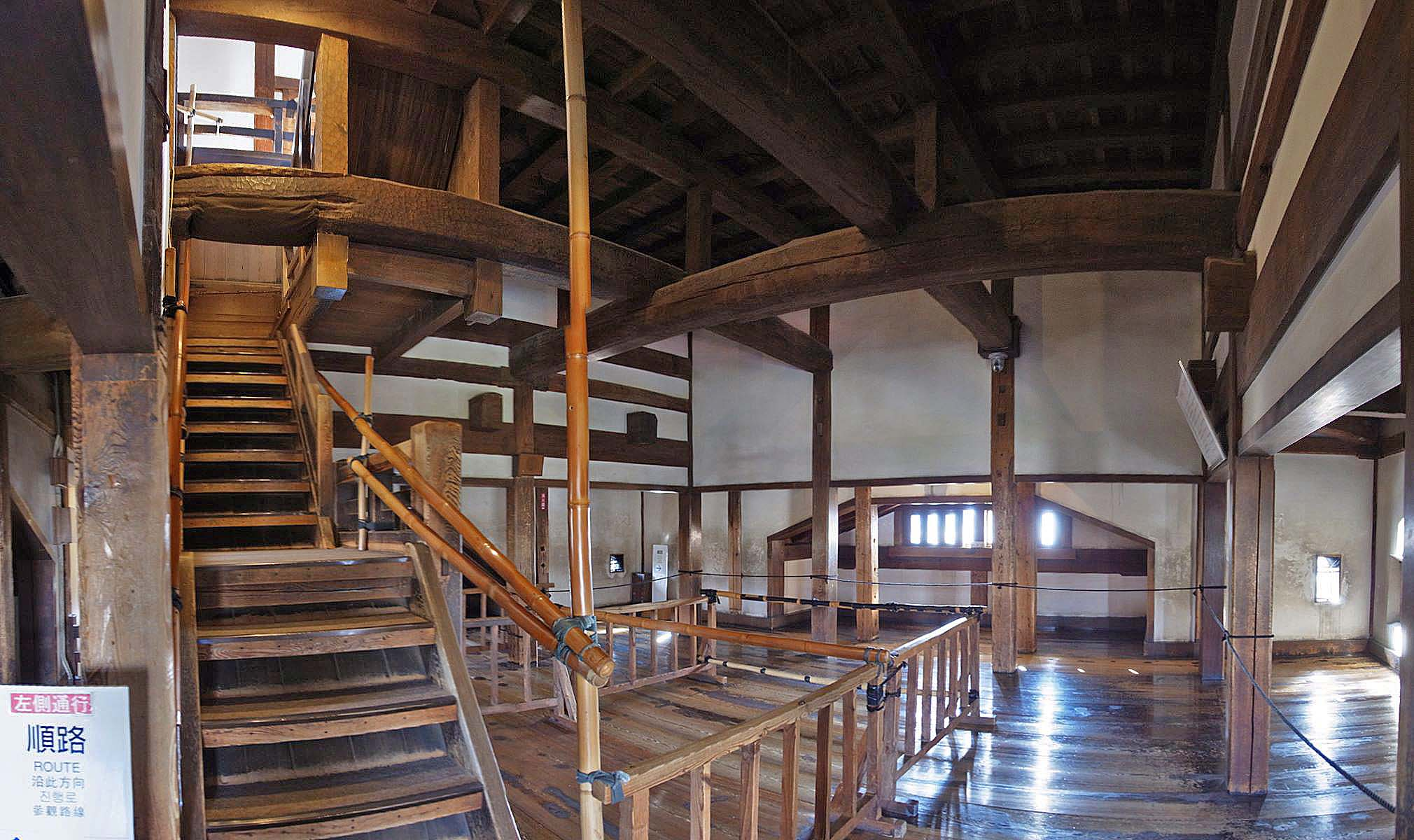
Interno
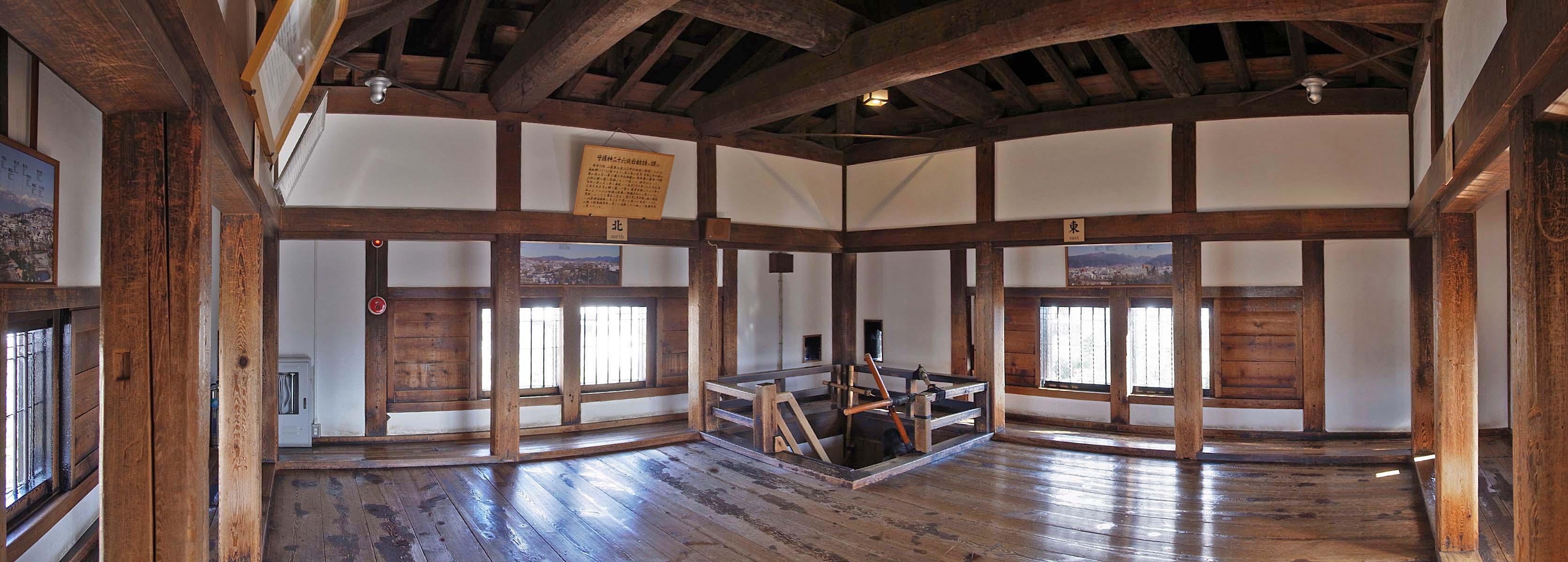
Cima del Tenshu